# Vigilante clandestino
Un vigilante clandestino, también llamado justiciero, es un individuo o miembro de un grupo que se encarga de emprender el cumplimiento de la ley sin autoridad legal.

## Comportamiento vigilante
La "justicia vigilante" o "justicia por mano propia" es racionalizada por la idea de que los mecanismos legales adecuados para el castigo de los criminales son inexistentes o insuficientes. Los vigilantes ven al gobierno como inefectivo en la aplicación de la ley; dichos individuos muchas veces justifican sus acciones como el cumplimiento de los deseos de la comunidad.
Personas que escapan de la ley o actúan fuera de ella son a veces víctimas de vigilantes.
El comportamiento del vigilante cubre varios grados de violencia: pueden asaltar a sus objetivos verbalmente, físicamente, vandalizando su propiedad o incluso matando.
Muchas veces los vigilantes o justicieros han sido también víctimas de personas vinculadas a sus objetivos, o terminan apresados debido a que sus acciones están fuera de la ley como el caso del justiciero de Manabi en Ecuador. 
En varios casos han sido blancos de vigilantes clandestinos personas cuya identidad fue confundida:
- En el Reino Unido, a principios de la década del 2000, hubo reportes de vandalismo, asaltos y abuso verbal hacia personas acusadas erróneamente de ser pedófilos, luego del asesinato de Sarah Payne.[4]
- En Guayana en 2008, Hardel Haynes fue golpeado hasta la muerte por una turba que lo confundió con un ladrón.[5]
- En Filadelfia en 2009, Michael Zenquis fue asaltado severamente por un grupo de vecinos que lo confundió con un violador suelto.[6]
- En Sudáfrica desde 2002 ha habido un incremento de vigilantismo contra el sector minero en respuesta de fallas percibidas en la mitigación de drenajes ácidos en las minas de oro de Witwatersrand[7] y los yacimientos de carbón de Mpumalanga.[8]

## Historia del vigilantismo
El vigilantismo y su carácter distintivo existieron mucho antes de que la palabra vigilante fuera aplicada. Hay paralelos conceptuales y psicológicos entre la costumbre aristocrática y de los Años oscuros de la guerra privada o vendetta y la filosofía vigilante moderna.
Actos de justicia por mano propia se encuentran presentes en el Antiguo Testamento. En Génesis, capítulo 34, se relata el secuestro y violación de Dina, hija de Jacob, y la posterior venganza por parte sus hermanos Simeón y Levi, quienes asesinan a los violadores y demás cómplices para así rescatarla, además de saquear el pueblo donde la tenían. Jacob les reclama por las muertes que causaron, pero ellos se excusan diciendo que no podían dejar que tratasen a su hermana como una prostituta.
Recurrir a la venganza personal y a los duelos era considerado una clase de privilegio de la aristocracia portadora de espadas antes de la formación de nación-estado liberal burocrática moderna. Además, sociólogos han postulado una interrelación legal y ética compleja entre los actos de vigilantes y las rebeliones y el tiranicidio.
En la tradición literaria y cultural occidental, las características del vigilantismo han aparecido en héroes folcróricos y forajidos legendarios. (por ejemplo, Robin Hood). El vigilantismo en la literatura, folclore y leyendas está conectado a las cuestiones fundamentales de la moral insatisfecha, injusticia, las fallas de la autoridad y la adecuación de los gobiernos legítimos.
Durante los tiempos medievales, el castigo de delincuentes era a veces ejecutado por sociedades secretas como las cortes de Vehm (cf. la Gamurra sarda luego se convirtió en Barracelli, los Vendicatori sicilianos y los Beati Paoli), un tipo de organización vigilante temprana, la cual se volvió extremadamente poderosa en la Alemania Westfalia durante el siglo XV.

### Era colonial en Estados Unidos
Un vigilantismo definido formalmente surgió en las primeras colonias estadounidenses.
- Por ejemplo, el Movimiento Regulador de la época colonial de Estados Unidos, establecido a mediados del siglo XVIII, estaba compuesto de ciudadanos voluntario de la frontera que se oponían al abuso de autoridad y al castigo extrajudicial del bandidaje.

## Obras de ficción
Los vigilantes han tenido un lugar central en varias obras de ficción creativas y en algunos casos han sido representados como héroes y fuerzas vengativas contra malhechores. El vigilantismo es un tema común en la ficción, pasando por un gran número de géneros. En particular, los vigilantes aparecen principalmente en historietas y películas de Hollywood.